# Thorictus bonnairei
Thorictus bonnairei é uma espécie de insetos coleópteros polífagos pertencente à família Dermestidae.
A autoridade científica da espécie é Wasmann, tendo sido descrita no ano de 1925.
Trata-se de uma espécie presente no território português.